# Lammtarra
Lammtarra, född 2 februari 1992, död 6 juli 2004, var ett obesegrat engelskt fullblod född i USA, som tävlade mellan 1994 och 1995. Han tränades av Alex Scott (1994) och Saeed bin Suroor (1995), och reds av Walter Swinburn eller Frankie Dettori. Han vann tre Grupp 1-löp 1995, och utsågs till Cartier Three-Year-Old European Champion Colt. Han är tillsammans med Mill Reef de enda hästarna som segrat i Epsom Derby, King George VI and Queen Elizabeth Stakes och Prix de l'Arc de Triomphe.

## Karriär
Lammtarra ägdes av Saeed bin Maktoum al Maktoum, vars far, Maktoum bin Rashid Al Maktoum födde upp Lammtarra på Gainsborough Farm i Versailles, Kentucky. Han är efter hingsten Nijinsky II och under Oaksvinnaren Snow Bride efter Blushing Groom.
Lammtarra gjorde endast en start som tvååring, i Washington Singer Stakes, där han även segrade. Som treåring tränades han med målet att segra i Epsom Derby.

### Epsom Derby
Lammtarra segrade i Epsom Derby i juni 1995, endast månader efter dödsskjutningen av tränaren Alex Scott. Scott sköts ihjäl på sitt stuteri i Newmarket i september 1994. Han var  34 år gammal.
Innan sin död drömde Scott att segra i Epsom Derby med Lammtarra. Han var även så självsäker på att segra i löpet, att han spelade 1000 pund som vinnare, till 33 gånger pengarna på Ladbrokes. Efter Scotts död sattes Lammtarra i träning hos Saeed bin Suroor hos Godolphin Stables.
Lammtarra var dock nära att inte komma med i Epsom Derby överhuvudtaget. Under den tidiga treåringssäsongen var han sjuk, och hans deltagande i löpet ifrågasattes. Då han anlände till banan inför löpet var det hans första löp som treåring, och hans första löp på 302 dagar. Lammtarra stod i 14 gånger pengarna, och reds av Walter Swinburn. Spelfavorit i löpet var Pennekamp, som bland annat segrat i 2000 Guineas Stakes.
Med två furlongs kvar fick Swinburn och Lammtarra en lucka, och satte fart mot täthästarna. Ekipaget segrade med en längd, på tiden 2:32.31. Segertiden var länge den snabbaste i löpet, och rekordet stod sig till 2010, då den slogs av Workforce med tiden 2:31.33.

### King George VI and Queen Elizabeth Stakes
Lammtarras nästa start i karriären blev i King George VI and Queen Elizabeth Stakes på Ascot Racecourse. Löpet kom att bli den första starten med nya jockeyn Frankie Dettori, som ersatte Swinburn. Efter en tuff kamp mot Pentire på upploppet, segrade Lammtarra med knapp marginal. Efter löpet sa Dettori att Lammtarra hade ett hjärta som ett lejon. Lammtarra gjorde endast en ytterligare start på tävlingsbanan, i Prix de l'Arc de Triomphe på Longchamp.

### Prix de l'Arc de Triomphe
Lammtarra startade i grupp 1-löpet Prix de l'Arc de Triomphe på Longchamp i Frankrike. Även här reds han av Frankie Dettori. Dettori skickade Lammtarra till ledningen direkt efter starten, och släppte aldrig ifrån sig positionen. Detta kom att bli Lammtarras sista start i karriären, något som gjorde att han förblev obesegrad under hela karriären.

## Avelskarriär
Lammtarra blev högt värderad som avelshingst, då han varit obesegrad under hela tävlingskarriären. Sin första säsong som avelshingst stod han på Dalham Hall Stud nära Newmarket. I slutet av säsongen 1996 såldes han till japanska uppfödare för 30 miljoner dollar, för att stå på det största stuteriet i Hidakaområdet. Hans avkommor fick begränsade framgångar, och de bästa av hans avkommor var förmodligen de japanska grupp 3-segrarna Maruka Senryo och Meisho Ramses.
I augusti 2006 tillkännagavs att Sheikh Mohammed bin Rashid Al Maktoum hade köpt tillbaka Lammtarra, som skulle återvända till Dalham Hall Stud för att pensioneras.
Lammtarra avled den 6 juli 2004 på Dalham Hall vid 22 års ålder.